# Torreperogil
Torreperogil é um município da Espanha na província de Jaén, comunidade autónoma da Andaluzia, de área 90,1 km² com população de 6813 habitantes (2005) e densidade populacional de 76,56 hab/km².

## Demografia
| Variação demográfica do município entre 1991 e 2004 | Variação demográfica do município entre 1991 e 2004 | Variação demográfica do município entre 1991 e 2004 | Variação demográfica do município entre 1991 e 2004 |
| --------------------------------------------------- | --------------------------------------------------- | --------------------------------------------------- | --------------------------------------------------- |
| 1991                                                | 1996                                                | 2001                                                | 2004                                                |
| 7580                                                | 7490                                                | 7464                                                | 6948                                                |